# Mádia (província)
A província de Mádia (em árabe: ولاية المهدية; em francês: gouvernorat de Mahdia) é uma província do litoral oriental da Tunísia, criada em 1974.
- capital: Mádia
- área: 2 878 km²
- população: 377 853 habitantes (2004);[2] 392 800 (estimativa de 2013)[3]
- densidade: 131,3 hab./km² (2004)

| Delegação     | População em 2004 |
| ------------- | ----------------- |
| Bou Merdès    | 29 559            |
| Chebba        | 23 334            |
| Chorbane      | 28 577            |
| El Jem        | 41 064            |
| Essouassi     | 46 276            |
| Hebira        | 11 057            |
| Ksour Essef   | 48 799            |
| Mádia         | 71 719            |
| Melloulèche   | 19 464            |
| Ouled Chamekh | 22 732            |
| Sidi Alouane  | 35 272            |